# Thelypteris tenera
Thelypteris tenera là một loài thực vật có mạch trong họ Thelypteridaceae. Loài này được (Roxb.) Fraser-Jenk. mô tả khoa học đầu tiên năm 2008.